# František Dittrich

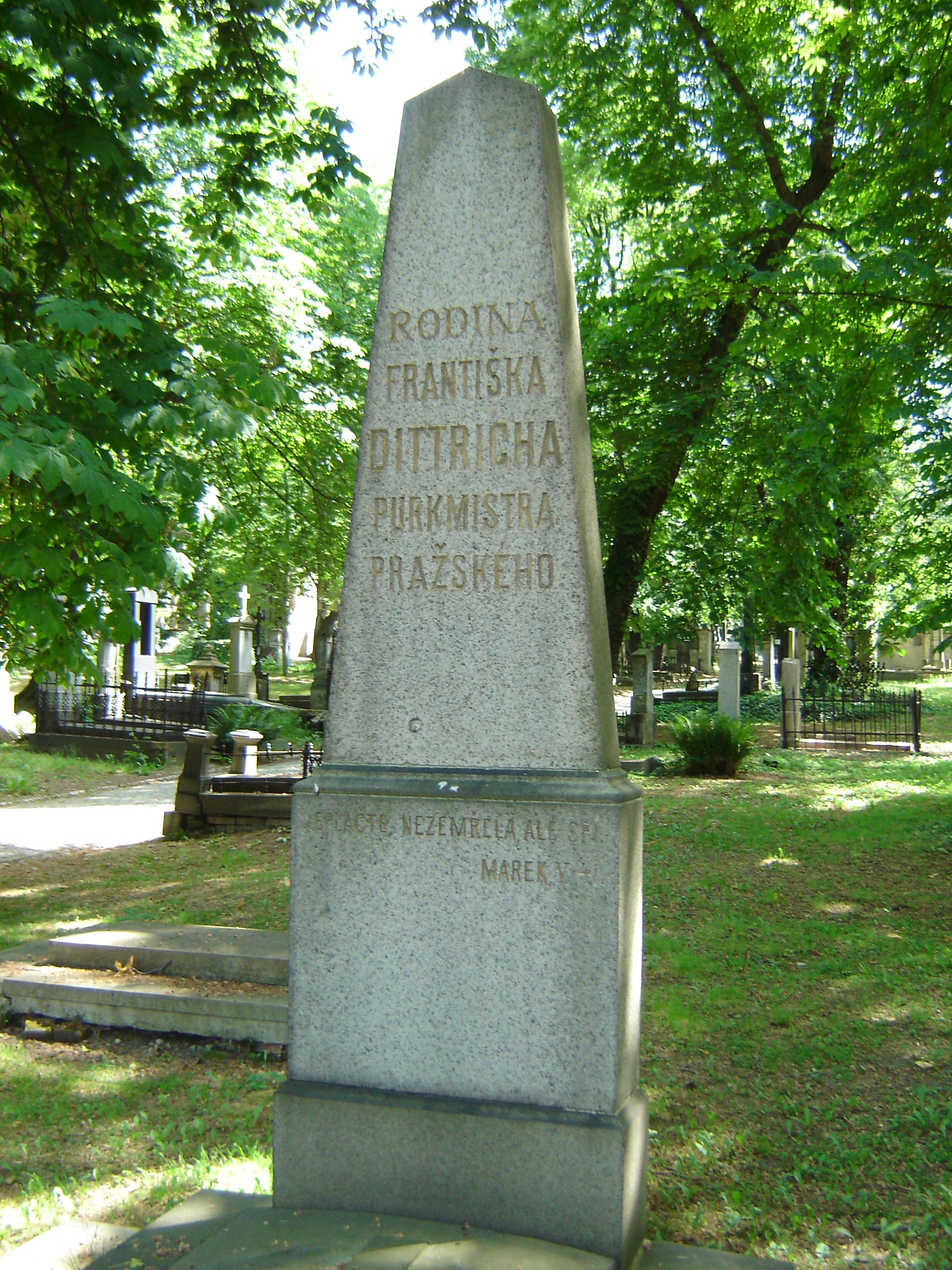
Hrob Františka Dittricha na Olšanských hřbitovech

František Dittrich (19. února 1801 Praha-Podskalí – 21. října 1875 Praha) byl pražský komunální politik, zakladatel vltavské paroplavby, v letech 1870–1873 purkmistr (starosta).

## Život
Narodil se v zámožné rodině kupce a dřevaře v pražském Podskalí. Jeho dětství nebylo šťastné. Ve třech letech mu zemřela matka, v roce 1810 otec a rok poté zlikvidovala hospodářská krize celé dědictví. Poručníkem se mu stal zlý a nevzdělaný člověk, který ho jen využíval k těžké práci. Mladý Dittrich se nechal najmout jako plavec vorů (vorař) na Vltavě a Labi, šetřil tvrdě vydělané peníze a v 25 letech si otevřel vlastní dřevařský obchod. a později i hostinec V roce 1828 se stal pražským měšťanem a postupně se zapojoval do veřejného života. Roku 1832 se při zakládání opatrovny na Hrádku seznámil s učitelem Janem Svobodou a spisovatelem Frantou Šumavským, o dva roky později se stal členem Matice české. Kontakty s obrozenci i četba historické literatury ho přivedla k vlasteneckému hnutí. Podporoval například spolek Podskalák nebo kajetánské divadlo na Malé Straně. Roku 1839 koupil Poříčskou radnici v Podskalí a o dva roky později založil s přáteli „českou společnost“. Ta pak zorganizovala velké národní schůze: První, několikatisícovou, roku 1842 na hradě Točník, druhou pak o Velikonocích 1845 na ledě v Podskalí. Cílem bylo podpořit v českém obyvatelstvu národní uvědomění a myšlenku spolčování. Krátce po druhé schůzi postihla roku 1845 Prahu velká povodeň. Během ní Dittrich, jako zkušený lodník, na člunu zachránil 80 lidí ze zatopených domů.
K dalším jeho vlasteneckým činům v té době patřilo spoluzaložení Měšťanské besedy (31. ledna 1846) a účast na schůzi ve Svatováclavských lázních i v „Pražské deputaci“, která roku 1848 tlumočila požadavky Čechů rakouskému císaři Ferdinandu Dobrotivému. Byl v té době také zvolen do pražského obecního zastupitelstva. S nástupem Bachova absolutismu ale ukončil svou politickou činnost a stáhl se do ústraní. Zápasil přitom s těžkou nemocí i depresemi. Podnikl ale také soukromou cestu do Kostnice a Švýcarska a roku 1851 se stal členem prvního výboru pro stavbu Národního divadla.

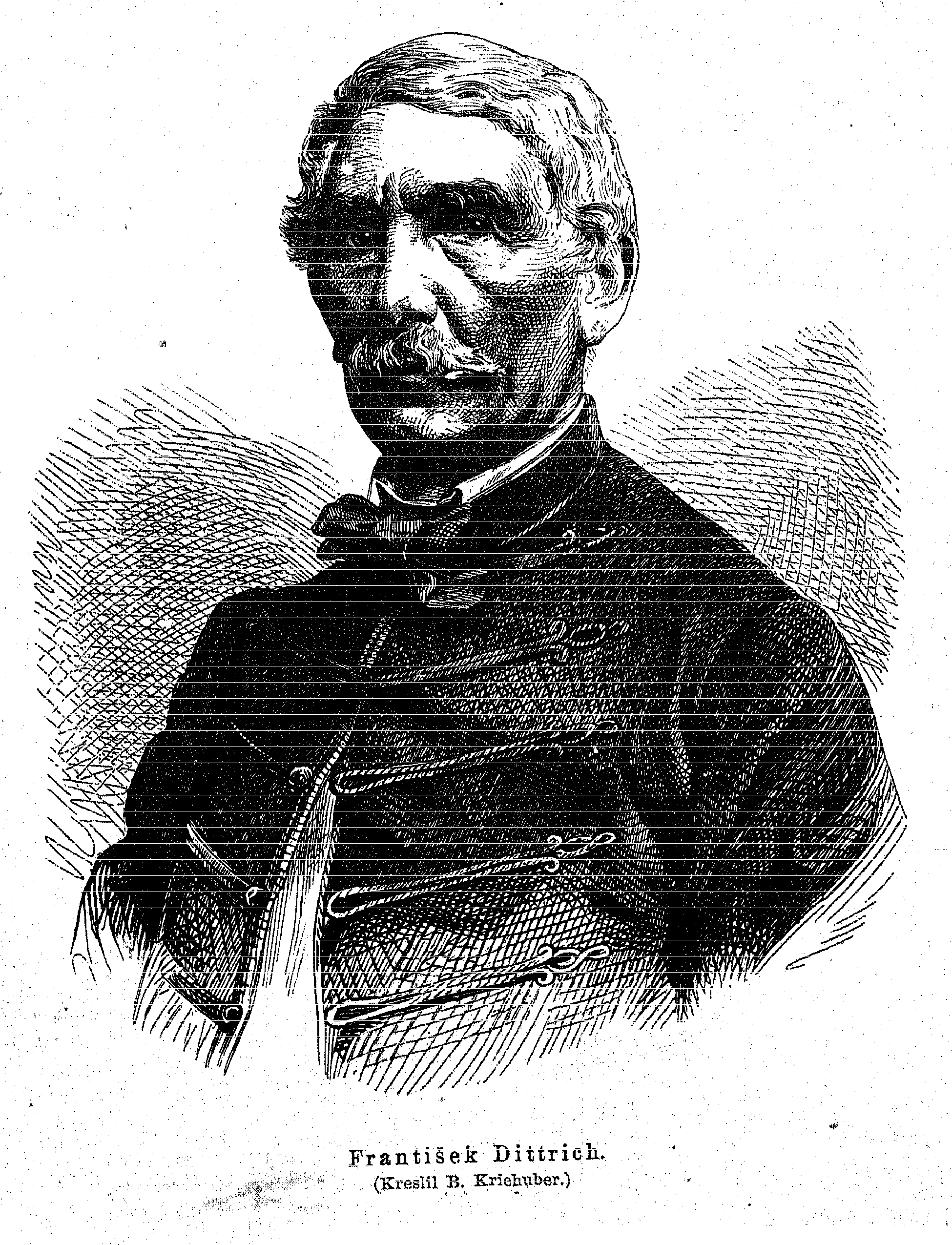
Frantisek Dittrich (1868)

Do aktivní politiky se vrátil až po roce 1859, kdy se po prohrané válce s Itálií vrátila demokracie. V roce 1861 se zasloužil o zvolení Františka Pštrosse pražským purkmistrem. O rok později se podílel na záchranných pracích při další povodni; dostal za to od purkmistra zlatý záslužný kříž s korunou. Když pak František Václav Pštross v roce 1863 zemřel, stal se Dittrich náměstkem jeho nástupce Bělského. Jeho úsilí v této funkci se zaměřilo na zajištění levné, jednoduché správy a dobré péče o obecní majetek. Kromě jiného zlepšil hospodaření nemocnice na Karlově a stal se vrchním ředitelem chudinského domu. Roku 1865 byl zvolen předsedou Sboru pro dostavění Národního divadla a Praha věnovala na jeho podnět tomuto spolku 40 tisíc zlatých. Zavedl čísla orientační vedle existujících popisných a prosazoval, aby se ulice pojmenovávaly podle významných českých osobností.
Jednou z jeho největších zásluh bylo zahájení paroplavby na Vltavě 25. srpna 1865. Musel přitom bojovat s nedůvěrou velké části veřejnosti, která měla na paměti ztroskotání lodi Mecséry v Chuchli v roce 1857. Už první plavba do Štěchovic ale zaznamenala velký úspěch a vyvolala obrovský zájem. Za zřízení tohoto podniku dostal Dittrich rytířský kříž Františka Josefa.
V roce 1870 byl zvolen purkmistrem po několikaměsíčním bezvládí, kdy předchozí kandidáti buď odmítli převzít úřad, nebo nebyli schváleni císařem. Jako starosta se podílel na založení peněžní burzy a zřízení hlavního nádraží; 5. března 1871 také na Staroměstské radnici uzavřel první civilní sňatek. Byl patronem při založení podpůrného spolku Vltavan. V čele města stál do roku 1873, po skončení funkčního období už znovu nekandidoval.
Dittrichovým heslem, které se v roce 1865 objevilo na jeho litografické podobizně, bylo „Bez okázalosti k blahu vlasti“. Byl dáván za vzor správného Čecha a dobrého měšťana.

### Rodinný život
František Dittrich byl dvakrát ženat. První manželka Marie (1801-1845), druhá manželka Josefa, rozená Faberová, z Bechyně (1825–1901), se kterou se v Bechyni oženil 28. září 1847. Podle policejní přihlášky měl celkem 6 dětí narozených v rozmezí 1825–1863.

## Posmrtné připomínky
- Ulice Dittrichova je v pražském Podskalí
- Parník Primátor Dittrich nesl jméno zakladatele pražské paroplavby od spuštění na vodu v roce 1901 do roku 1937